# Yuri (Un corazón herido)
Yuri (Un corazón herido) es el título del séptimo álbum de estudio grabado por la cantante mexicana de pop latino Yuri; Fue lanzado al mercado por la empresa discográfica EMI Capitol de México el 12 de septiembre de 1986 teniendo un gran éxito desde su lanzamiento en México, Hispanoamérica y Estados Unidos. Este álbum también se le conoce como Un corazón herido ya que es la primera canción del álbum y también para distinguirlo debido a que la cantante tiene varios álbumes con el mismo nombre. En este álbum también todas las canciones contienen sintetizadores muy juguetones, muy coquetos, muy sexuales y muy provocativos, excepto el tema, "Es ella más que yo".

## Antecedentes
Durante una entrega de premios, Yuri se fugó con Fernando Iriarte -hijo de la periodista Maxine Woodside-, con quien se casaría luego por lo civil y, en una rueda de prensa ofrecida días después, se deslinda personal y artísticamente de su familia.  Meses después aparecería en la tapa de la revista Playboy, en un estudio realizado bajo la lente de Pompeo Posar; las ventas de la revista se dispararon, a pesar de que Yuri nunca apareció desnuda.
Después de toda esta controversia, Yuri comienza a grabar su séptimo álbum, repitiendo con el mismo equipo de producción y compositores de su galardonado álbum anterior Yo te pido amor (1985).

## Realización y promoción
Para el inicio de la promoción de este álbum, Yuri graba el video del tema Es ella más que yo con temática árabe bajo una gran producción, dirección y cuidando mínimos detalles de cinematografía, vestuario y maquillaje; su rodaje se llevó a cabo en el hotel Aldea del Bazar (el hotel de las mil y una noches) en Tehuacán, Puebla.  El video es un éxito desde su estreno, aclamado por la crítica, colegas del medio artístico y por sus fanes; el video comienza a promocionarse en programas de televisión como Video Éxitos y Siempre en Domingo;  esto logra que el tema se catapultara a los primeros lugares en México y Latinoamérica, así como logra que el disco registrara altas ventas desde su lanzamiento.
A finales de 1986, Yuri colabora con el tema Campana sobre campana para el álbum Eterna Navidad, un recopilatorio de villancicos para la temporada navideña, que su casa disquera EMI produce en conjunto con otros cantantes del mismo sello (denominados como La Hermandad).  El álbum obtuvo un éxito sin precedentes, ya que fue el primero en renovar este tipo de melodías con artistas actuales y acordes pop;  para la promoción del mismo se grabaron videos para cada uno de los temas y se realizó un programa especial en Siempre en Domingo otorgando una gran popularidad a los participantes del álbum, incluyendo a Yuri, para la época navideña del mismo año y en la actualidad.

## Recepción
El álbum se vuelve un éxito colocándose en primeros lugares de México gracias a sus sencillos, también en  Latinoamérica y en las listas de música latina de Estados Unidos.Y en radio se lograr colar además el tema "Hoy me he vuelto a enamorar".

## Lista de canciones
| Pista | Título                      | Autor(es)                 | Duración |
| ----- | --------------------------- | ------------------------- | -------- |
| 01    | Un corazón herido           | J.R. Florez               | 3:34     |
| 02    | Cuídate bien                | Difelisatti · J.R, Florez | 3:09     |
| 03    | Pesado                      | Luis Carlos Esteban       | 3:08     |
| 04    | Este amor                   | Difelisatti · J.R. Florez | 4:43     |
| 05    | Es ella más que yo          | Difelisatti · J.R. Florez | 3:56     |
| 06    | Hoy me he vuelto a enamorar | E. Del Pozo               | 3:18     |
| 07    | No habrá                    | Hernaldo Zúñiga           | 3:54     |
| 08    | Mañana                      | Difelisatti · J.R. Florez | 3:23     |
| 09    | Mamá dame                   | Difelisatti · J.R. Florez | 2:53     |
| 10    | Vivir sin ti                | Difelisatti · J.R. Florez | 3:28     |